# Эпистилий

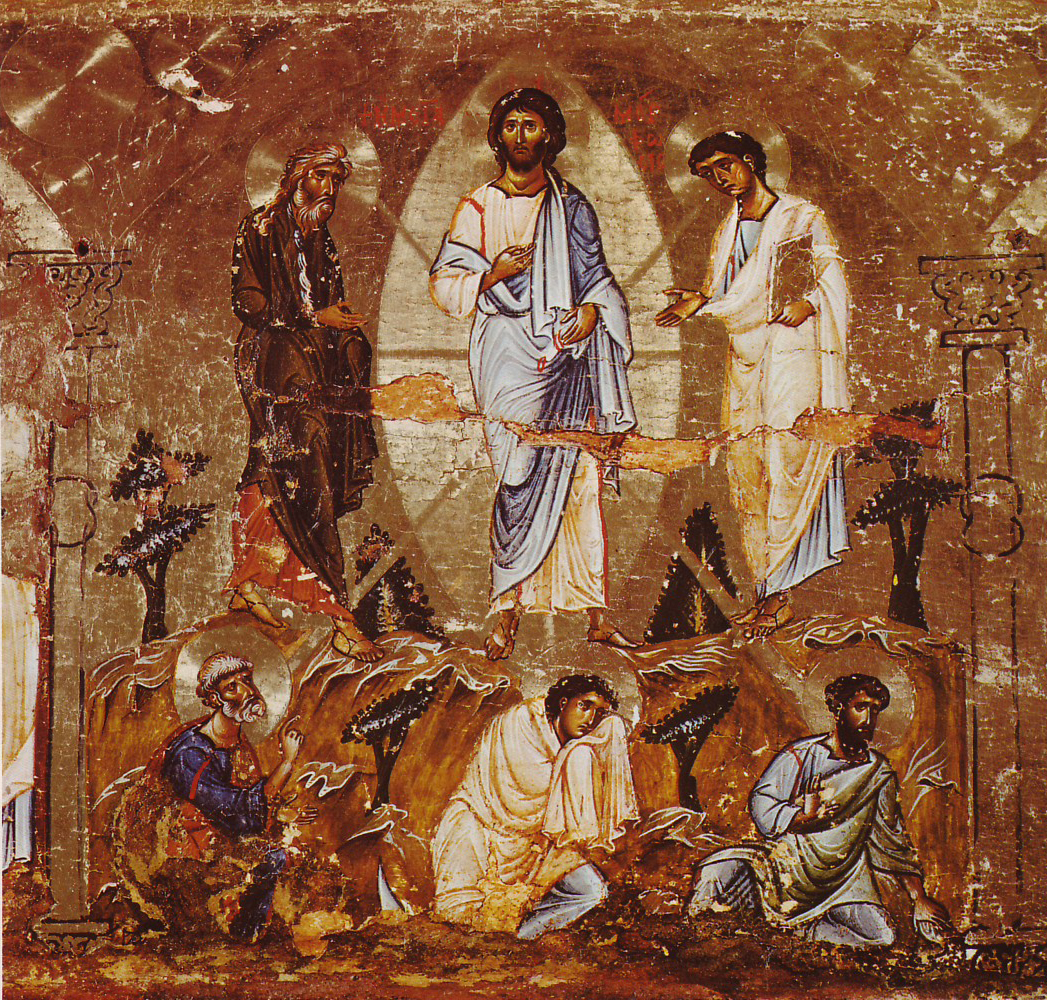
Преображение Господне (часть эпистилия, XII век, монастырь Святой Екатерины)

Эпистилий (также эпистиль от греч. έπιστύλιον) — горизонтальная доска со сценами Великих праздников, которая ставилась поверх местных (главных) икон иконостаса на темплон (тябло).

## Происхождение
Словом эпистилий (греч. έπιστύλιον, лат. epistylium) в архитектуре древних греков и римлян обозначалось название горизонтального ряда балок, перекинутых с колонны на колонну, то есть того, что теперь общепринято называть архитравом. Это слово во множественном числе, «epistylia», римские зодчие нередко употребляли для обозначения совокупности всех трех частей антаблемента, то есть архитрава, фриза (зоофора) и карниза.
В последующем подобным словом стали обозначать длинную цельную доску с изображением отдельных икон, сведённых к единому последовательному сюжету, размещённую поверх темплона (алтарной преграды раннехристианских и византийских храмов, прообраза современного тябла). На Руси эпистилий также могли назвать тяблом.
Эпистилий традиционно включал двенадцать сцен богородичного и христологического циклов, вписанных в золотую аркаду и расположенных по обе стороны от центральной композиции Деисуса.
В последующем идея эпистилия развилась в праздничном ряду иконостаса.